# Strażnicy Apokalipsy
Strażnicy Apokalipsy – powieść dreszczowiec Roberta Ludluma wydana w 1995 roku.
Akcja rozgrywa się głównie we Francji, a także w Niemczech, USA i Wielkiej Brytanii. Drew Latham, po śmierci swojego brata pragnie odnaleźć jego zabójców. Tworzy zgraną drużynę, która wpada na trop tworzącej się IV Rzeszy. Zadaniem bohaterów staje się rozpoznanie zagrożenia i jego wyeliminowanie, co okazuje się praktycznie niewykonalne. 